# Secuestro de niños

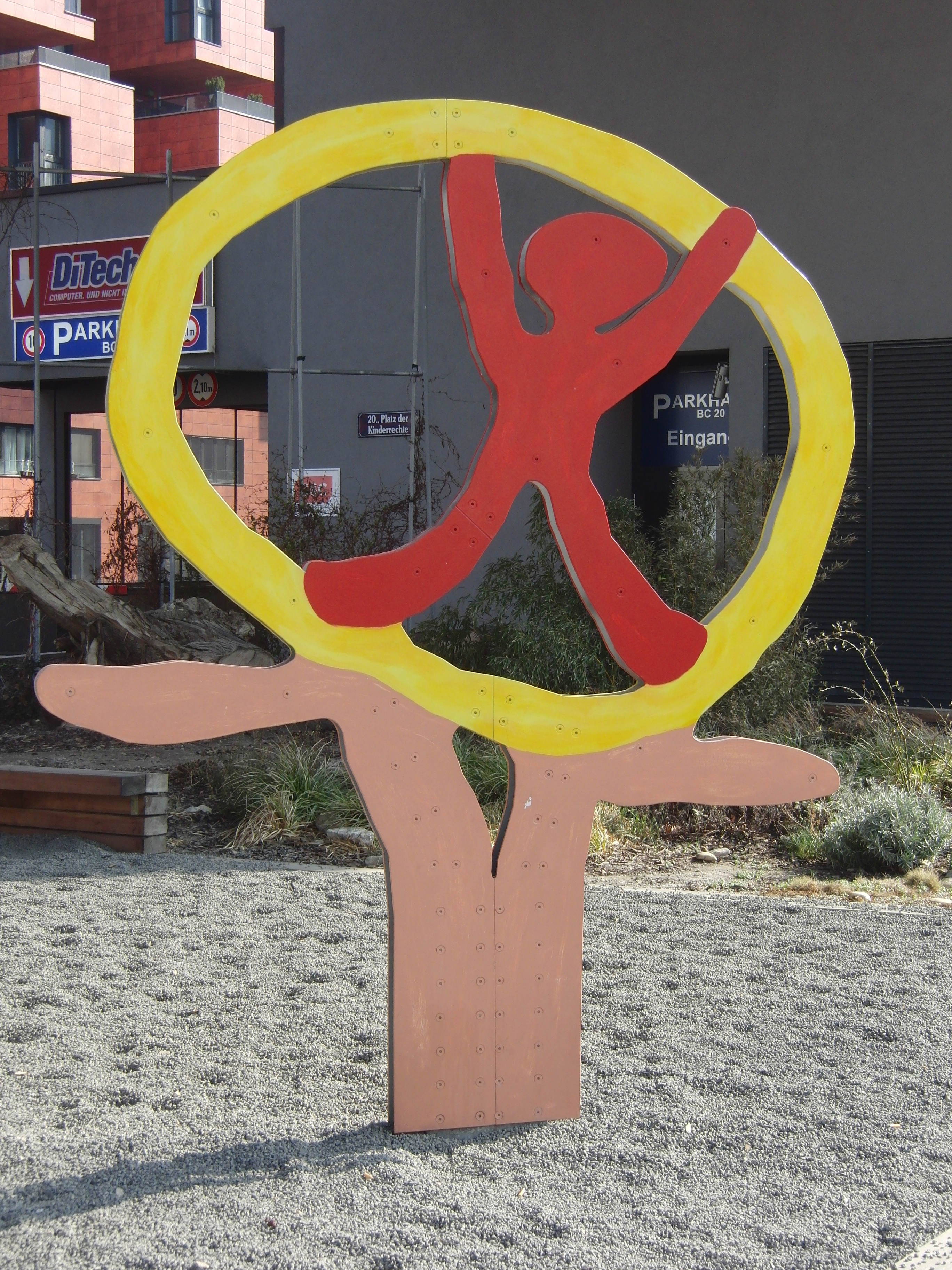
Escultura frente al sitio de los Derechos del Niño en Viena (Austria).

El secuestro de niños es la acción de retener indebida e ilegalmente a uno o varios menores de edad y mantenerlos en cautiverio contra su voluntad. Los niños pueden ser secuestrados tanto por organizaciones delictivas como por individuos perturbados y para distintos objetivos. Se trata de un crimen de lesa humanidad, considerado ilegal y constituye una grave violación de los Convenios de Ginebra.

## Introducción
El tráfico de drogas es un problema muy grave a nivel mundial. En las últimas décadas, el contrabando y el tráfico se han convertido en una actividad importante y una fuente de ingresos de las organizaciones criminales, en los planos nacional e internacional.
Los niños pueden ser secuestrados en sus hogares, escuelas o campos de refugiados para su explotación en trabajos forzados, esclavitud sexual y reclutamiento forzoso, y se trafica con ellos a través de las fronteras.
Los niños pueden ser secuestrados por diferentes motivos y para distintos propósitos:
- Adopción ilegal
- Explotación laboral infantil[1]
- Prostitución infantil[2]
- Pornografía infantil
- Abuso sexual infantil
- Uso militar de niños[3]
- Obligarlos a mendigar en la calle
- Esclavitud y servicio doméstico esclavo[4][5]

La Organización de las Naciones Unidas ha expresado repetidamente su preocupación por las formas tradicionales y modernas de esclavitud que aún subsisten, como la trata de personas, en especial la trata de mujeres y la trata de niños, la explotación de la prostitución ajena, la explotación laboral infantil, la venta de niños, la prostitución infantil, la pornografía infantil, la servidumbre por deudas y la utilización de niños en los conflictos armados.
El secuestro de niños para abuso sexual infantil puede asumir la forma de esclavitud sexual, prostitución, matrimonios forzados o mutilación sexual. El secuestro de niños en conflictos armados trae como consecuencia actos graves de violencia contra la integridad de los niños y en especial su integridad sexual.

## Secuestro de niños en conflictos armados
Según un informe del Secretario general de Naciones Unidas en 2007 (S/2007/757), el transporte ilegal de niños por parte de gobiernos dictatoriales o por parte de grupos rebeldes a través de las fronteras durante los conflictos armados constituye una de las peores formas de tráfico de niños. El secuestro infantil viola los derechos humanos elementales tanto de los niños como de sus familias, derechos reconocidos por la Convención sobre los Derechos del Niño.
Niños desde los siete años son secuestrados para servir como soldados en las fuerzas militares.
En 2012, las Naciones Unidas denunció que en la guerra civil en Siria se utilizaban niños como escudos humanos. Según el informe de la ONU, en 2011 aproximadamente 1200 niños fueron secuestrados tanto por el gobierno como por el Ejército Libre de Siria, opositor, y víctimas de asesinato y mutilación, arresto arbitrario, detención, tortura y violencia sexual, y han sido utilizados como escudos humanos. Miles de niños fueron torturados y masacrados en Siria: algunos sobrevivientes contaban como los obligaban a sentarse en los tanques.
El 14 de marzo de 2012, la Corte Penal Internacional (CPI), condenó, por primera vez y en un fallo histórico, a Thomas Lubanga, excomandante de las Fuerzas Patrióticas para la Liberación del Congo y presidente de las milicias de la Unión de Patriotas Congoleños, por su responsabilidad en los crímenes de guerra de alistar y reclutar niños y utilizarlos para participar activamente en las hostilidades en la República Democrática del Congo entre 2002 y 2003. Estos niños fueron enviados a los frentes de combate o utilizados como guardias o esclavos sexuales.
Algunos niños son especialmente vulnerables en situaciones de conflicto armado, por ejemplo: las niñas, los niños refugiados y desplazados internos y los niños que viven en hogares estatales y no con sus familias.
La Corte Penal Internacional ha emitido órdenes de detención contra miembros de distintos grupos militares, como Joseph Kony, Okot Odhiambo y Dominic Ongwen, por cargos de crímenes de guerra y crímenes de lesa humanidad, entre ellos homicidios, violación y reclutamiento de niños.
Con frecuencia las comunidades estigmatizan y aíslan a estas niñas por su asociación con los grupos rebeldes y por la "mancha" que supone haber sido violadas. En muchas situaciones de conflicto los combatientes se han mostrado reacios a entregar a las niñas, que mantienen prisioneras como "esposas" con los bebés nacidos como resultado de esas violaciones.
En 2014, miles de niños fueron secuestrados por yihadistas del grupo terrorista Estado Islámico de Irak y Siria para ser usados como combatientes armados, escudos humanos en el frente de batalla y para dar sangre a los soldados adultos heridos.

## Secuestros para esclavitud sexual

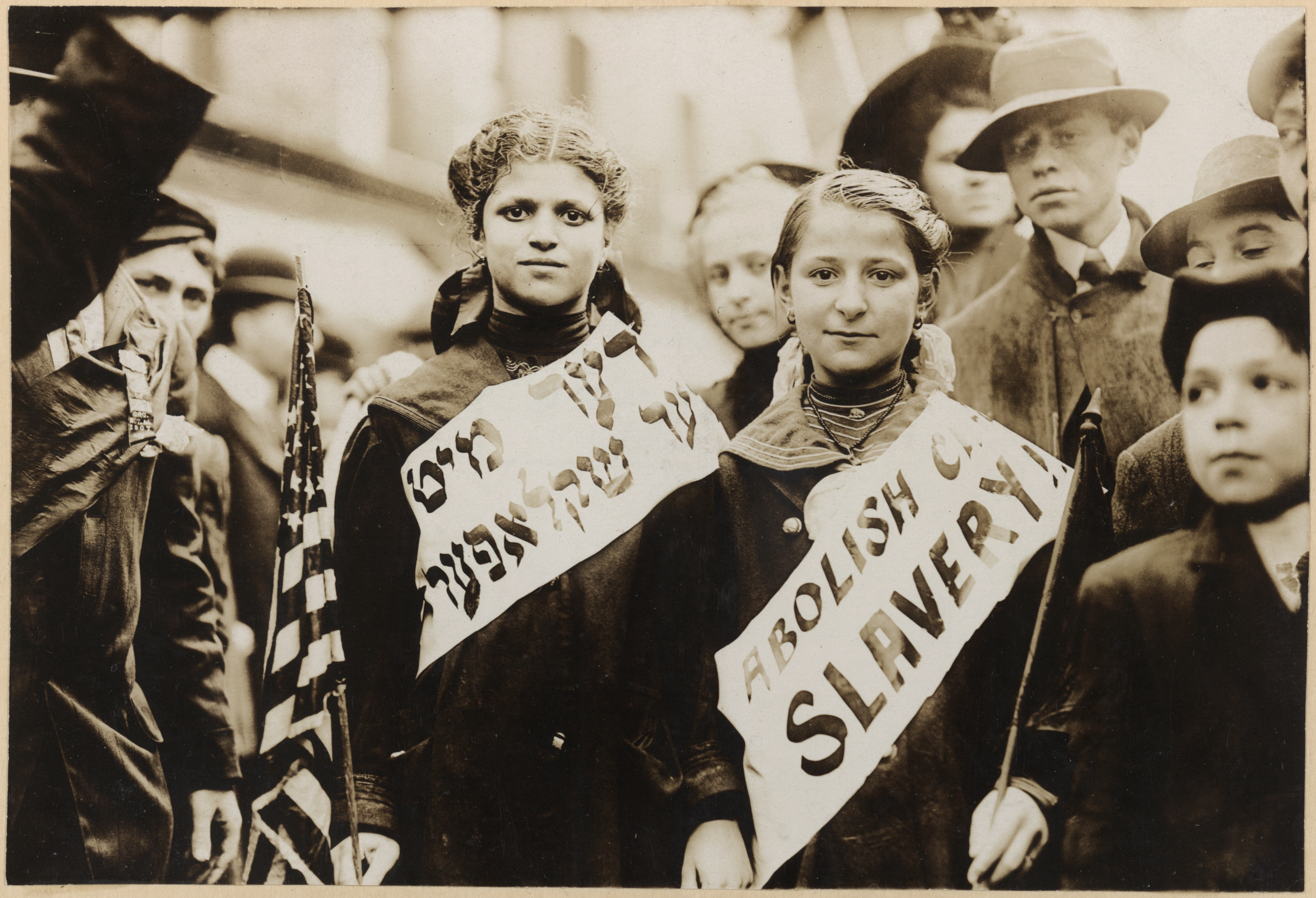
Activistas pidiendo la abolición de la esclavitud infantil en Estados Unidos a principios de 1900.

Cada año 1,39 millones de personas en todo el mundo, en su gran mayoría mujeres y niñas, son sometidas a la esclavitud sexual.
La INTERPOL ha decidido poner al tráfico de niños con fines de explotación sexual entre sus máximas prioridades.
La Central Bureau of Investigation de la India estimó que el 40 % de las prostitutas víctimas del tráfico humano en 2009 fueron niñas menores de edad.
La Coalición contra la Trata de Mujeres (CATW, por sus siglas en inglés) informó que hasta 200 000 mujeres y niñas birmanas habían sido traficadas a Karachi (Pakistán) para ser vendidas como esclavas sexuales y para la mendicidad. El Banco Asiático de Desarrollo ha informado que el 25 % de las adolescentes forzadas a la prostitución en Birmania son portadoras del VIH y muchas ya han desarrollado el sida. Sin servicios de salud, seguramente morirán pronto.
En 2010, en Birmania, miembros del ejército crearon campos de esclavas sexuales con cientos de niñas y adolescentes secuestradas.
En 2014, miles de niñas fueron secuestradas por yihadistas del Estado Islámico de Irak y Siria para ser usadas como esclavas sexuales.

## Secuestros religiosos

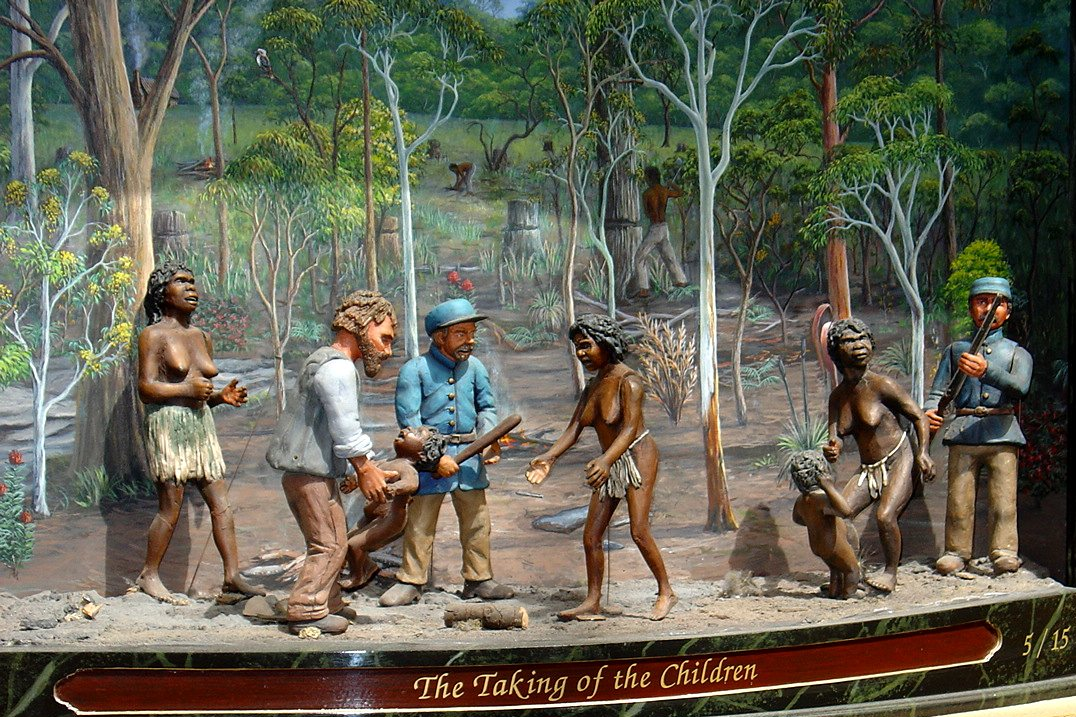
"La toma de niños" maqueta de Chris Cook, 1999, Sídney.

Casos de gran repercusión mediática:
- El 24 de junio de 1858, Edgardo Mortara Levi, un niño judío de siete años, fue secuestrado en Bolonia (Italia), por orden del inquisidor general del Santo Oficio. El papa Pío IX dictaminó que el niño no podía vivir con su familia judía porque había sido bautizado por su niñera. La niñera lo había hecho sin conocimiento de los padres de Edgardo creyendo que el niño, gravemente enfermo, moriría. Edgardo fue llevado a la Casa de los Catecúmenos en Roma (Italia) adonde fue educado con los principios de la religión católica y ordenado sacerdote. Sus padres nunca dejaron de reclamar por él, sin éxito.[21]
- Entre 1869 y 1976 algunas misiones religiosas católicas con la complacencia del gobierno de Australia secuestraron niños aborígenes australianos separándolos de sus padres con el objetivo de darles una educación religiosa cristiana.[22][23] El 13 de febrero de 2008, Kevin Rudd, primer ministro de Australia presentó una disculpa pública por ello a los aborígenes australianos.[24]
- Durante la Segunda Guerra Mundial casi un millón de niños judíos fueron secuestrados por las tropas alemanas para terminar en campos de concentración del nazismo como parte de una limpieza étnica.

## Secuestros políticos

### Polonia
El destino de los niños polacos bajo la ocupación nazi:
El desplazamiento forzado de las poblaciones polacas comenzó en septiembre de 1939. En Polonia, los nazis secuestraron miles de niños católicos a los cuales les realizaron un proceso de germanización con el objetivo de destruir su identidad polaca. Se calcula que de alrededor de 0,2 millones de niños polacos que fueron deportados solo el 15 % por ciento pudieron ser recuperados por sus familias de origen. Algunos familiares continúan buscándolos. A estos niños les daban partidas de nacimiento fraudulentas y los entregaban a familias alemanas para que los eduquen como «buenos alemanes arios», ocultándoles su verdadero origen. Sus nombres polacos eran germanizados, por ejemplo, Sosnowska se convirtió en Sosemann, Witaszek en Wittke o Kawczynski en Kancmann. Los más pequeños permanecieron en Alemania desconociendo sus orígenes polacos. Los que tenían edad suficiente como para comprender y se negaban a la germanización eran golpeados, privados de alimentos o asesinados. Para eso se crearon instituciones como el de Kalisz, un monasterio de monjes polacos del cual los alemanes se apropiaron para establecer un centro de germanización para niños polacos. Los niños que no fueron adoptados por familias alemanas terminaron en campamentos como el de Grodkow o Cieszyn, que albergaban a niños de entre 8 y 19 años, a quienes luego enviaban a un servicio militar obligatorio en Wehrmacht. La disciplina era muy severa y los niños eran golpeados para que aprendieran las costumbres y el idioma alemán.

### Argentina

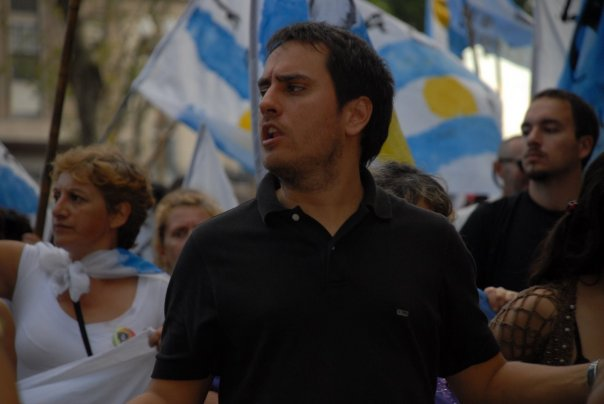
Juan Cabandié

Durante la última dictadura argentina entre 1976 y 1983 se realizó un secuestro sistemático de niños y bebés con fines políticos. Sin contar los niños que fueron secuestrados junto a sus padres pero luego aparecieron con vida, once niños fueron secuestrados junto a sus padres y nunca aparecieron. Otros cuatro aparecieron muertos. Se estima que unos quinientos niños fueron secuestrados-desaparecidos y crecieron sin saber quiénes eran ellos o sus padres. Estos niños fueron dados en adopción ilegalmente y anotados como propios por sus apropiadores. Hasta 2013 habían sido recuperados 109 nietos por la Asociación Abuelas de Plaza de Mayo.
- Juan Cabandié nació en cautiverio en 1978 mientras su madre permanecía detenida por las Fuerzas Armadas argentinas. Fue apropiado ilegalmente por un miembro de la Policía Federal Argentina, Luis Falco y su esposa. Recuperó su verdadera identidad en 2004. Llegó a ser legislador de la Ciudad Autónoma de Buenos Aires. Sus padres, Damián Abel Cabandié y Alicia Alfonsín, permanecen desaparecidos.[31]
- Victoria Analía Donda Pérez nació en 17 de septiembre de 1977 en la ESMA en donde su madre permanecía detenida por las Fuerzas Armadas argentinas. La bebé fue apropiada por el exprefecto Juan Antonio Azic, quien actuaba en el centro clandestino de detención. Recuperó su identidad en 2004 luego de que se acercara voluntariamente a Abuelas de Plaza de Mayo. Llegó a ser diputada nacional. Sus padres permanecen desaparecidos.[32]
- Tatiana Ruarte Britos fue secuestrada en 1977, cuando tenía cuatro años, junto a su madre y su hermanita por las Fuerzas Armadas argentinas y abandonada en una plaza pública, llevada a un hogar de niños y adoptada de buena fe por el matrimonio Inés y Carlos Sfiligoy. Tatiana fue la primera nieta recuperada y recuperó su identidad en 1980, con ayuda de sus padres adoptivos. Trabaja como psicóloga en la asociación Abuelas de Plaza de Mayo.Sus padres, Mirta Graciela Britos y Alberto Javier Jotar, permanecen desaparecidos.[33][34]
- Matías y Gonzalo Reggiardo Tolosa nacieron en cautiverio en 1977 y fueron apropiados por el exsubcomisario Samuel Miara (Buenos Aires, 1944). Recuperaron su verdadera identidad en 1990 luego de que sus apropiadores fueran extraditados de Paraguay y su apropiador encarcelado. Al principio se negaron a reconocer su situación y defendieron a sus apropiadores a quienes consideraban sus padres, pero con los años esta situación cambió. Gonzalo Reggiardo Tolosa se encuentra militando, junto a un grupo de nietos recuperados, en la agrupación kirchnerista KOLINA. Sus padres, Juan Enrique Reggiardo y María Rosa Tolosa, permanecen desaparecidos.[35]
- Hilda Victoria Montenegro, de dos semanas de edad, fue secuestrada en 1976, en William Morris, provincia de Buenos Aires, junto a sus padres, Hilda Ramona Torres y Roque Orlando Montenegro, quienes se mantienen desaparecidos, y adoptada en forma ilegal por el coronel del Ejército Argentino, Hernán Antonio Tetzlaff y su esposa, quienes le cambiaron su identidad al darle nombre de María Sol. Conoció su verdadero origen y recobró su identidad en 1988. Llegó a conducir la Secretaría de Derechos Humanos de KOLINA.[36][37]

### Colombia
- Leszli Kállia, colombiana, fue secuestrada cuando tenía 17 años por las FARC y mantenida durante un año entero en cautiverio por la guerrilla colombiana.[38]

### Nigeria
- El 14 de abril de 2014 la secta islamista Boko Haram liderada por Abubakar Shekau secuestró más de cien niñas de una escuela de Jibik en Nigeria como parte de una campaña política en contra de la "educación pecaminosa occidental" de los estados de Borno, Yobe y Adamawa. El 17 de abril las estudiantes fueron liberadas por los terroristas luego de que las amenazaran para que no volvieran a estudiar. La versión oficial habla de 129 niñas pero la cadena británica BBC citó fuentes que hablaban de 200 niñas secuestradas en la escuela luego de que los terroristas destruyeran todo el pueblo. La mayoría de las niñas fueron siendo liberadas pero ocho permanecen desaparecidas. Todas las escuelas en el estado de Borno fueron cerradas debido a los crecientes ataques insurgentes quienes asesinaron centenares de estudiantes el último año.[39][40][41][41][42][43][44][45]

## Secuestros con fines de abuso sexual
Casos de gran repercusión mediática:
- Durante sus 42 años en el poder, entre 1969 y 2011, el dictador de Libia, Muamar el Gadafi secuestró centenares de niños y niñas para su "servicio" personal, es decir, para abusar sexualmente de ellos, violarlos, torturarlos e incluso asesinarlos en algunos casos.[46][47][48][49][50][51][52][53][54]
- El 27 de julio de 1981, Adam Walsh, de 6 años, fue secuestrado en el centro comercial Hollywood Mall en Florida. Su padre, John Walsh, se hizo luego famoso por su programa de televisión America's Most Wanted, dedicado a perseguir a los criminales más buscados de Estados Unidos. Solamente su cráneo fue encontrado y el acusado de su asesinato fue un pedófilo.
- El 16 de abril de 1992, Kristen French, de 15 años, fue secuestrada en la entrada de una Iglesia Luterana en Scarborough, Ontario, Canadá, por Paul Bernardo y su esposa Karla Homolka, quienes la llevaron a una casa en la cual la mantuvieron cautiva durante trece días sometiéndola a distintos tormentos y vejaciones sexuales. French falleció como producto de los tormentos. Su cuerpo fue hallado en un camino vecinal, dos semanas después de desaparecer. En 1995 el matrimonio fue juzgado por numerosos crímenes de adolescentes. El esposo fue condenado a cadena perpetua mientras que la mujer, por haber colaborado con la justicia, recibió solamente doce años de prisión.[55][56][57][58]
- El 24 de junio de 1995, Julie Lejeune y Mélissa Russ, ambas de ocho años, fueron secuestradas juntas por Marc Dutroux en Bélgica. El 22 de agosto de 1995, An Marchal de 17 años y Eefje Lambrecks de 19 años fueron secuestradas juntas mientras estaban en una excursión en Ostende, Bélgica por Dutroux y Michel Lelièvre. Marc Dutroux las mantenía en cautiverio y encadenadas en una mazmorra en un escondite subterráneo bajo su casa. Entre junio de 1995 y agosto de 1996, Julie, Melissa, An, Eefje, Sabine Dardenne y Lætitia Delhez de 14 años habían desaparecido sin dejar rastro. Todas ellas fueron víctimas de abusos sexuales, violaciones y torturas. Las violaba repetidamente y filmaba videos pornográficos. La esposa de Marc Dutroux vivía en la misma casa y estaba enterada de todo. An Marchal y a Eefje Lambrecks fueron asesinadas luego de semanas de cautiverio. El cadáver de otro cómplice, Bernard Weinstein, también fue hallado enterrado en el jardín de la casa de los Dutroux. Al momento de la desaparición de las primeras niñas, Dutroux, quien ya había sido condenado a 13 años de prisión por violaciones múltiples y había sido liberado en 1992 a pesar de la oposición de los psiquiatras, estuvo en la lista de sospechosos. La policía había inspeccionado la casa del sospechoso sin escuchar los gritos de auxilio de las secuestradas. Mientras Marc Dutroux estaba preso, Julie Lejeune y Mélissa Russ murieron de inanición, encerradas en la mazmorra. Sabine Dardenne y Lætitia Delhez fueron liberadas con vida y testificaron en el juicio de gran repercusión mediática debido al escándalo que se produjo a raíz de la incompetencia por parte de la policía y de los tribunales. Incluso en abril de 1998 Dutroux logró escapar de la Neufchâteau, el Palacio de justicia. En octubre de 1996, 300 000 personas marcharon por las calles de Bruselas para exigir mejoras en el sistema judicial. El ministro de Interior y el ministro de Justicia se vieron obligados a dimitir. Régina Louf fue una de las testigos en el juicio. Michelle Martin, la esposa, fue condenada en 2004 pero en 2012 le concedieron libertad condicional para que pase su vida en un convento.[59][60][61]
- El 2 de marzo de 1998, Natascha Kampusch, de diez años de edad, fue secuestrada cuando esperaba el ómnibus para ir a su escuela en Donaustadt, Viena. Durante ocho años, entre 1998 y 2006 fue mantenida en cautiverio en un zulo a 2,5 metros de profundidad, de 5 m² -2,78 m de largo por 1,81 m de ancho y 2,37 m de alto- en un sótano cerrado, sin ventanas ni luz del día, por Wolfgang Přiklopil, hasta el momento de su fuga el 23 de agosto de 2006. Natascha Kampusch fue víctima de abusos sexuales, violaciones y torturas. Su captor la filmaba para subir los videos pornográficos a la red y la hacía pasar hambre para doblegarla. Logró someterla mediante hambre, oscuridad, palizas, privación sensorial, aislamiento, tortura psicológica (le decía que sus padres no la querían ni la buscaban), confinamiento solitario, supresión de la identidad (tenía prohibido llamarse por su nombre y el secuestrador le puso un nuevo nombre, le afeitó completamente la cabeza, etc) y violaciones sexuales. Durante mucho tiempo la mantuvo encadenada a la cama aunque más tarde le permitía subir a la casa, siempre amenazada por si se escapaba. El día que huyó de su captor, Wolfgang Přiklopil se suicidó arrojándose a las vías del tren.[62][63][64][65][66][67][68] La niña sabía que dependía de su captor para alimentarse (le hizo pasar temporadas de hambrunas) por lo que cuando la violaba o golpeaba lo toleraba sin resistirse:

Me sentía como un perro apaleado que no puede morder la mano que le golpea porque es la misma que le da de comer.

La privación de alimentos era una de las estrategias más efectivas para mantenerme a raya.

- Entre 2002 y 2004, Ariel Castro secuestró en los Estados Unidos a Amanda Berry (16 años) y Gina DeJesus (14 años) y las mantuvo cautivas durante años para abusar sexualmente de ellas.
- Jaycee Dugard

## Secuestros por rescate
Casos de gran repercusión mediática:
- El 1 de marzo de 1932, Charles Lindbergh Junior, de 20 meses de edad, el bebé del famoso piloto Charles A. Lindbergh - el primero en lograr cruzar en solitario el océano Atlántico en 1927 - fue secuestrado de su casa de Opewell, en Nueva Jersey, Estados Unidos, y apareció muerto 73 días después de que sus padres pagaran el rescate. El caso tuvo tanto impacto mediático que hasta el presidente Franklin D. Roosevelt intervino. El carpintero Bruno Richard Hauptmann fue ejecutado en la silla eléctrica por este crimen a pesar de que sostuvo su inocencia hasta el último momento y hubo sospechas sobre la neutralidad de la investigación del FBI.[70][71] El caso tuvo tal repercusión que llevó a la creación de la «Ley Lindbergh», que convirtió el secuestro en un delito federal en los Estados Unidos y hace imposible que cualquier juez imponga la pena de muerte sin la condena de un jurado.[72]
- En 1960, Eric Peugeot, de 4 años, hijo del multimillonario Raymond Peugeot, dueño de la fábrica de autos, fue secuestrado en París. El rescate pedido fue considerado ridículo para la época: tan solo 35 000 dólares, pagado inmediatamente y el niño liberado. Sus secuestradores fueron arrestados en 1962 y sentenciados a 20 años de cárcel.[71]
- En 1960, Graeme Thorne, de 8 años, fue secuestrado y asesinado por Stephen Leslie Bradley, en Australia. Sus padres, Basil y Freda Thorne, habían ganado la lotería de la Sidney Opera House Lottery en Australia cinco semanas antes del secuestro. Por ser el primer secuestro para pedir un rescate en Australia este caso tuvo una gran repercusión pública. Debido a la excelente investigación que se llevó a cabo para descubrir al captor, el secuestro de Graeme Thorne aparece como ejemplo en los libros de investigación forense de todo el mundo. También generó un cambio en la ley de Australia: a partir de ese momento no se publicaron más los nombres de los ganadores.[73]
- El 28 de septiembre de 1953, Robert Cosgrove Greenlease Junior, llamado Bobby Greenlease, de 6 años, hijo de Robert Cosgrove Greenlease, un rico comerciante de automóviles que residía en Mission Hills, Kansas City, Misuri, fue retirado de su escuela por una mujer que dijo ser su tía. Pocas horas después del secuestro los Greenleases recibido una carta pidiendo el rescate. Los padres pagaron el millonario rescate pero los secuestradores, un hombre, Carl Austin Hall y una mujer, Emily Bonnie Heady, habían matado al niño poco después del secuestro y enterarron su cadáver en el jardín de la casa de ella plantando flores encima. El 18 de diciembre de 1953 un juez, junto a la corte federal en Kansas City, recomendó la pena de muerte después de solo una hora y ocho minutos de deliberación. Fueron ejecutados en la cámara de gas. El dinero nunca fue recuperado pero dos policías que intervinieron en la investigación, Louis Ira Shoulders y Elmer Dolan, fueron acusados y sentenciados a tres años de prisión por la desaparición del mismo.[74]
- El 10 de julio de 1973 fue secuestrado John Paul Getty III, de 16 años de edad, nieto del multimillonario John Paul Getty, en Roma. Sus captores solicitaron un rescate de 17 millones de dólares. Su abuelo se negó a pagar el rescate y en noviembre de 1973 recibió por correo la oreja de su nieto con la amenaza de recibir más trozos de su nieto si no pagaba. A pesar de ello se negó a pagar el total del rescate y continuó negociando. John Paul Getty III fue liberado luego del pago de dos millones de dólares, pero sus secuestradores nunca fueron encontrados.[75][71]
- El 22 de febrero de 1973, Carlos Vicente Vegas Pérez, 13 años de edad, quien acababa de regresar de Londres, adonde había cursado sus estudios, hijo de Trina Pérez de Vegas y del arquitecto Martín Vegas Pacheco, profesor en la Universidad Central de Venezuela y diseñador de la Torre Polar en Plaza Venezuela, fue secuestrado al salir de su casa, en Caracas. Es conocido como el Caso Vegas Pérez. A pesar de que el rescate fue pagado por su familia el 26 de febrero tal como lo pedían los secuestradores, el cadáver del niño fue encontrado el 1 de marzo de 1973, en un barranco cerca de la autopista Coche-Las Tejerías, en las afueras de Caracas. El presidente Rafael Caldera declaró una emergencia nacional y expresó que no iban a escatimar esfuerzos hasta encontrar a los responsables. En el curso de las investigaciones se descubrió que el secuestro se había efectuado con la finalidad de saldar una deuda con narcotraficantes colombianos. Sin embargo, la causa dio un vuelco inesperado cuando el equipo de la Policía Técnica Judicial, encabezado por el comisario Fermín Mármol León, detuvo y acusó a Omar Cano Lugo (alias el Chino) como autor material del asesinato, a Alfredo Parrilli Prieto (pariente de la primera dama Alicia Pietri de Caldera) como autor intelectual del secuestro y a Gonzalo Rafael Cappecci (alias Fafa), José Luis Branger Quiroba (alias Caramelito Branger), Julio Morales, Javier Paredes Paredes y Diego Rísquez Cupello, jóvenes entre 18 y 24 años, todos pertenecientes a familias ilustres y de renombrado apellido de la clase alta caraqueña. La justicia declaró viciada la causa y liberó a todos los implicados, aunque Cano y Capecci, los únicos que no pertenecían a familias poderosas, permanecieron presos por tenencia de estupefacientes. El crimen permanece impune y es citado como ejemplo de la impunidad de las clases dominantes.[76] El caso se hizo famoso porque todos los implicados en el caso de tráfico de drogas y asesinato fueron absueltos totalmente, aun cuando las pruebas encontradas les inculpaban directamente sin atenuantes. Incluso la historia fue llevada al cine, con el título de  «Cangrejo», en 1982, bajo la dirección de Román Chalbaud.[77]
- En 1981, Nina von Gallwitz, de 8 años, fue secuestrada en Colonia (Alemania). Durante 149 días Nina von Gallwitz fue mantenida en cautiverio. El 15 de mayo de 1982 fue liberada en Ohligser Heide luego de que sus padres pagaran la suma de un millón y medio de marcos alemanes.[71]
- El 28 de septiembre de 2010, Matías Berardi, de 16 años, alumno del segundo año del Polimodal del Colegio Saint George de Escobar, fue secuestrado al bajarse del autobús en la Panamericana, en la localidad de Ingeniero Maschwitz en la provincia de Buenos Aires, cuando volvía de bailar en una fiesta estudiantil en la Costanera, en la Capital. Minutos después, sus padres, María Inés, maestra jardinera, y su esposo recibieron una primera llamada extorsiva pidiendo primero mil y luego de 30 mil pesos. Al día siguiente Matías apareció asesinado en un descampado del partido de Campana, a unos 30 kilómetros de donde había estado cautivo y del que había intentado escaparse. Corrió 300 metros en busca de ayuda, pero los vecinos de Benavídez se la negaron porque los secuestradores gritaron que se trataba de un ladrón. La policía acudió pero los secuestradores se negaron a realizar una denuncia y la policía se retiró.[78][79] El chico fue recapturado por Souto y Maidana, mientras las mujeres del grupo le hacían creer a los vecinos que Matías había entrado a robarles. La banda decidió matar a Matías. Durante la madrugada del miércoles 29, Souto y Néstor Maidana subieron al chico en un auto y lo llevaron a una arboleda donde Matías fue asesinado de dos disparos con un arma calibre 11.25. En octubre de 2012 se realiza el juicio. Los acusados por  «Secuestro extorsivo seguido de muerte» fueron once: Ana, Jennifer y Celeste Moyano; Néstor y Federico Maidana Calveira;; Federico Esteban Maidana; Néstor Facundo Maidana; Elías Emanuel Vivas; Gonzalo Hernán Álvarez; Gabriel Raúl Figueroa y Damián Maximiliano Sack. Uno de ellos, Raúl  «Larry» Figueroa López, fue declarado culpable, en 2012, por el crimen de Maximiliano Leguizamón, un chico de 9 años que murió baleado cuando intentaron robarle el auto a su padre en 2002, cuando Figueroa López tenía 16 años.[80]

## Secuestros parentales
Casos de gran repercusión mediática:
- Lidia Guardo fue mantenida en cautiverio durante 28 años, desde que tenía ocho años, entre 1971 y 1999, por su padre adoptivo Raymond Gouardo, tiempo durante el cual tuvo seis hijos con su secuestrador. Lidia Guardo, mientras permanecía encerrada en el ático de la casa familiar en Val-de-Marne, Francia, fue víctima de abusos sexuales, violaciones, distintas torturas incluyendo quemaduras con ácido y nunca pudo salir de la casa ni ir a la escuela. La esposa de Raymond Gouardo, Lucienne Uplat de Gouardo, madre adoptiva de Lidia también convivía en la misma casa y fue acusada de abusar de uno de los hijos de Lidia. Lidia Gouardo había logrado escaparse varias veces pero la policía siempre la traía de vuelta a casa de sus padres adoptivos. Raymond Gouardo fue también sospechoso del asesinato de cuatro niñas en los alrededores de París. Lidia solo logró liberarse cuando su padre falleció.[81][82][83][84]
- Elisabeth Fritzl fue mantenida secuestrada por su propio padre en un sótano en condiciones inhumanas durante 24 años, entre 1984 y 2008. Durante su cautiverio tuvo siete hijos.[85][86][87][88]
- Susan M. Wiley, conocida como Genie, nacida en 1957 en Los Ángeles, Estados Unidos, es la hija de Irene y Clark Wiley, quienes la mantuvieron cautiva en una habitación sin ventanas ni luz ni televisión ni radio atada a una silla con un agujero en el medio para que descargara sus necesidades dentro de un balde. Genie tenía prohibido emitir sonidos so pena de ser golpeada por su padre quien era el único que entraba a la habitación para alimentarla directamente en la boca con comida de bebé, cereales o huevos cocidos. Algunas noches la desataba de la silla para encerrarla dentro de una jaula de alambre y madera. Cuando Genie fue descubierta en 1970 por una asistente social la niña no estaba alfabetizada ni sabía comer con cubiertos y ni siquiera podía hablar debido a los efectos del severo aislamiento al que había estado sometida.[89][90] La película Mockingbird Don't Sing se basó en su historia.
- En 1996 fue descubierta en Austria una joven llamada María que había sido mantenida cautiva desde su adopción de bebé hasta los 22 años por sus padres adoptivos, un funcionario del Ministerio de Asuntos Sociales de Austria y su madre, una maestra de 65 años, quienes la hacían dormir dentro de una caja de madera con 14 agujeros para que entrara aire, cerrada con dos candados y tan estrecha que no le permitía moverse, en un depósito sin calefacción en un país donde es invierno y nieva la mayor parte del año. Había sido llevada a un hospital cuando tenía 15 años por síntomas de congelamiento y fracturas en todo el cuerpo pero los médicos no realizaron ninguna denuncia. La dejaban salir para trabajar sacando la nieve del jardín y lamer los restos de comida de la familia en un recipiente igual al que usaba el perro familiar pero no le daban nada de beber. Los vecinos que la veían limpiando la nieve dijeron que el padre era siempre muy amable con ella y que la madre era una mujer agradable y con gran corazón. Sus cinco hermanos testimoniaron las repetidas palizas de las que eran objeto por parte de sus padres.[91]
- El 5 de abril de 2014 la policía liberó a una niña de 15 años que había sido mantenida cautiva durante 9 años en una vivienda ubicada en la calle Pola 2758, en el barrio porteño de Villa Lugano Buenos Aires. La adolescente estaba desnutrida, sufría un retraso madurativo, la tenían encerrada, la golpeaban, nunca la mandaron a la escuela y alimentaban mejor al mono que a ella, a quien solo le daban pan, levadura y agua. Ella dormía en el piso de un garaje con varios perros y un mono y la golpeaban si comía las sobras de la comida de los animales. Tenía cicatrices producto de quemaduras y la ataban con ganchos de carnicero y cadenas para evitar que se escapara. Sus padres adoptivos, Daniel Gómez, de 43 años, y Adriana Barros, de 56, eran adoradores de "San La Muerte" y la habían adoptado cuando ella tenía dos años y desde los seis la mantuvieron cautiva. Cuando fue rescatada tenía 15 años y pesaba solo 20 kilos. La pareja fue detenida bajo los cargos de "reducción a la esclavitud y la servidumbre, lesiones graves y privación ilegal de la libertad".[92][93][94][95][96][97]

## Secuestros para adopción ilegal
Casos de gran repercusión mediática:
- El 4 de agosto de 1987, Carlina Renae White, de 19 días, hija de Joy White y Carl Tyson, fue secuestrada del Harlem Hospital de Nueva York por una mujer disfrazada de enfermera. La secuestradora había perdido un embarazo y por eso estaba en el hospital.[98][99] El caso se hizo conocido por ser el primer secuestro infantil en un hospital de Nueva York. Su secuestradora, Annugetta Pettway la crio como hija propia con el nombre de Nejdra Nance durante 23 años. Nejdra comenzó a sospechar que era adoptada durante su adolescencia, cuando a los 16 años quedó embarazada y necesitó un certificado de nacimiento para presentar y su "madre" no tenía ninguno.[100] La secuestradora poseía un largo historial delictivo que incluía acusaciones de malversación de fondos, falsificación, robo y consumo de drogas. Con su hija era violenta y golpeadora. Sus padres nunca perdieron la esperanza de encontrarla y siempre la esperaron, pero la familia quedó destruida y se divorciaron al año del secuestro. Fue la misma Carlina la que, sospechando, investigó su propio caso y recurrió al National Center for Missing and Exploited Children. Viendo fotos de niños desaparecidos encontró una muy parecida a su propia bebé.[101] La prueba de ADN confirmó sus sospechas. Annugetta Pettway, de 50 años, fue condenada a 12 años de prisión.[102][103]

## Secuestros por venganza
Casos de gran repercusión mediática:
- Marcos de Palma, de seis años, hijo del empresario argentino Domingo de Palma, de 57 años, dueño de un camión con grúa con el que realizaba auxilios mecánicos y remolques, fue secuestrado junto a su padre el 9 de julio de 2012 en Moreno, provincia de Buenos Aires y sus restos aparecieron el 29 de julio de 2012. El niño apareció decapitado y con las manos cortadas dos días después del hallazgo del cadáver de su padre. Las amputaciones era una señal de que querían evitar la identificación del cadáver. La cabeza no apareció. Los investigadores creen que fue mantenido con vida dos días después del asesinato de su padre, quien también había sido secuestrado. Se evaluaba la posibilidad de que fuera una venganza o ajuste de cuentas con el padre por algún tema de narcotráfico o entre piratas del asfalto.[104][105]

## Secuestros no resueltos
Casos de gran repercusión mediática:
- El 3 de junio de 1979, Rodrigo Anfruns Papi, de 6 años, fue secuestrado desde el jardín de la casa de su abuela en la comuna de Providencia, en Santiago de Chile.[106] Tras permanecer desaparecido durante 11 días en los que se efectuó una intensa búsqueda, fue encontrado su cadáver en un sitio baldío ubicado a pocos metros de la casa de su abuela, con signos de haber sido estrangulado. El hallazgo fue posible tras la confesión de un adolescente de 16 años, quien declaró que había intentado abusar sexualmente del niño, quien opuso resistencia, y finalmente lo estranguló y ocultó el cadáver en el mismo sitio donde habría permanecido por 11 días.[107] Sin embargo, la familia no quedó conforme con esa versión oficial, ya que el sitio donde se encontró el cuerpo del niño había sido revisado en varias ocasiones por la policía, inclusive empleando perros entrenados para la búsqueda de personas.[107] El caso ha sido reabierto en varias ocasiones,[108][109] y las autopsias efectuadas han descartado la versión oficial de que el niño fue asesinado el mismo día de su desaparición, por lo que se desprende que el niño permaneció secuestrado la mayor parte del tiempo y pocos días antes del hallazgo fue asesinado y posteriormente su cuerpo fue abandonado en el sitio donde fue encontrado. Además las autopsias comprobaron de que el niño habría sufrido torturas antes de ser asesinado.[109] En 2004 en un capítulo del programa Informe Especial, el exoficial de Carabineros Jorge Rodríguez declaró que personalmente presenció como la noche antes del hallazgo vio el cuerpo de Rodrigo en el portamaletas de un automóvil que llegó al sitio del suceso, el que era tripulado por dos hombres que se identificaron como funcionarios de la Policía de Investigaciones.[110] Dada la situación que se vivía en Chile en esos años, los detalles entregados por el exteniente Rodríguez y el parentesco de la víctima con un oficial del Ejército, existe una teoría de que el secuestro y asesinato de Rodrigo tenga motivaciones políticas en la que se habría visto involucrada la CNI.[107]
- El 3 de mayo de 2007 Madeleine McCann, de cuatro años, fue secuestrada de un hotel en Praia da Luz, en el Algarve, Portugal, cuando sus padres, los doctores Kate McCann y Gerry McCann, de Leicester, Inglaterra, habían salido a cenar dejando a sus tres hijos pequeños dormidos en el hotel en el que estaban de vacaciones. El caso tuvo tanta repercusión internacional que los padres llegaron a reunirse con el entonces candidato David Cameron, con el Papa y otras personalidades. Los padres fueron declarados sospechosos por la policía portuguesa y defendidos por la prensa británica, mostrando las diferencias culturales entre Portugal y el Reino Unido, pues habían sido cuestionados por haber dejado solos a sus hijos en la noche de la desaparición de Madeleine. Muchos famosos colaboraron en campañas internacionales para recaudar fondos para la búsqueda y los padres fueron criticados por eso. La niña nunca apareció.[111][112][113][114][115]

- El 22 de agosto de 2011 Candela Rodríguez, de 11 años, fue secuestrada cerca de su casa en la provincia de Buenos Aires. Candela permaneció desaparecida durante nueve días a pesar de una intensa búsqueda. Apareció muerta el 31 de agosto, asfixiada y dentro de una bolsa, a 30 cuadras de su casa en la localidad bonaerense de Hurlingham. El caso tuvo gran repercusión en Argentina, se creó una Comisión en el Senado de la Nación para investigar el caso e incluso se realizaron marchas callejeras pidiendo por la recuperación de la niña. A pesar de haber sido violada momentos antes de morir, el cadáver de la niña no presentaba signos claros de maltrato por lo que los investigadores suponían que había estado secuestrada por gente de su conocimiento. Los informes del Senado de la Nación sostuvieron que se trató de un ajuste de cuentas entre narcotraficantes. La policía descubrió la casa donde había estado secuestrada y fueron detenidas ocho personas, posteriormente liberadas. No aparecieron elementos firmes que hicieran pensar en un secuestro extorsivo pero se barajaban varias hipótesis, entre ellas el hecho de que el padre de Candela, por entonces preso, tendría una deuda con los secuestradores y se trataría de un ajuste de cuentas.[116] El testigo protegido clave fue asesinado y el crimen nunca fue debidamente esclarecido.[117][118][119]